# Nit de lluna a Girona
Nit de lluna a Girona és una pintura a l'oli sobre tela de 71 × 56 cm realitzada pel pintor i escriptor torderenc Prudenci Bertrana i Comte l'any 1917. Es troba exposada al Museu d'Art de Girona a la sala 18.

## Descripció
Representa un paisatge urbà: les cases del riu Onyar al seu pas per la ciutat de Girona, sobresortint la part superior de la majestuosa catedral i al seu costat dret la lluna. En primer terme, el riu amb el reflex de les cases, així com la seva vorera superior, ens mostra una composició a base de plans horitzontals amb línies de força verticals. Predominen les gammes fredes: verdes, blaves, ocres i liloses, destacant sobre manera el groc de la lluna. Pinzellada allisada, més empastada a les parts lluminoses. Llum de nit de lluna.

## Moviment de l'obra
- Exposició: Primera Mostra del Patrimoni artístic de la Diputació de Girona. Octubre de 1979. Antic Institut. Catàleg núm. 16
- Exposició: "Rafael Masó, ciutadà de Girona". Octubre de 2007 (cal buscar el catàleg...)